# Обществен враг
„Обществен враг“ (на английски: Enemy of the State) е американски екшън трилър на режисьора Тони Скот, по сценарий на Дейвид Маркони, който излиза на екран през 1998 година.

## Сюжет
Робърт Клейтън Дийн (Уил Смит) е преуспяващ вашингтонски адвокат, в когото случайно попада касета, уличаваща в политическо убийство висш служител в Агенцията за национална сигурност. От този миг животът на Дийн попада под прицела на смъртоносен екип професионалисти от Агенцията, които повеждат безмилостна кампания, за да го дискредитират и да елиминират опасната касета. Дийн се впуска в отчаяна битка да докаже невинността си и да спаси живота си преди да е станало твърде късно.

## В ролите
| Актьор          | Роля                        |
| --------------- | --------------------------- |
| Джийн Хекман    | Едуард (Брил) Лайл          |
| Уил Смит        | Робърт Клейтън Дийн         |
| Джон Войт       | Томас Брайън Рейнолдс       |
| Реджина Кинг    | Карла Дийн                  |
| Лорън Дийн      | Лорън Хикс                  |
| Джак Блек       | Фидлер                      |
| Сет Грийн       | Селби                       |
| Джейк Бюзи      | Круг                        |
| Скот Каан       | Джонс                       |
| Гейбриъл Бърн   | Фейк Брил                   |
| Джейсън Робардс | Конгресменът Филип Хамерсли |
| Том Сайзмор     | Бос Паули Пинтеро           |